# وو لونغ: فولن ديناستي
وو لونغ: فولن ديناستي (بالإنجليزية: Wo Long: Fallen Dynasty) هي لعبة أكشن تقمص الأدوار وتقطيع وذبح، من تطوير شركة تيم نينجا ونشر شركة كوي تيكمو. أصدرت بتاريخ 3 مارس، 2023 على أجهزة مايكروسوفت ويندوز، بلاي ستيشن 4، بلاي ستيشن 5، إكس بوكس ون وإكس بوكس سيريس إكس وسيريس إس. تقع أحداث اللعبة في عصر الممالك الثلاثة في الصين، وهي مبنية على رومانسية الممالك الثلاث لمؤلفها لو قوانتشونغ.